# Балка Дюльменська
Балка Дюльменська — балка (річка) в Україні у Болградському районі Одеської області. Права притока річки Киргижу (басейн Дунаю).

## Опис
Довжина балки 14 км, похил річки 2,6 м/км  площа басейну водозбіру 63,8 км² . Формується декількома безіменними струмками та загатами. На деяких ділянках балка пересихає.

## Розташування
Бере початок на північно-західній стороні від села Виноградівка. Тече переважно на південний схід через село Ярове (колишнє Велика Колонія Дюлемень) і на південно-західній стороні від села Рівне впадає у річку Киргиж, ліву притоку річки Киргиж-Китаю.

## Цікаві факти
- У селі Ярове на правому березі балки на відстані приблизно 328 м пролягає автошлях Т 1645[3] (колишній автомобільний шлях територіального значення в Одеській області. Проходив територією Тарутинського та Арцизького районів від перетину з Т 1644 через Виноградівку—Нову Іванівку до перетину з E87. Загальна довжина — 55,4 км.).
- На балці існують природні джерела[1], а у XIX столітті на балці існувало багато вітряних млинів[4].